# Damir Radić
Damir Radić (Zagreb, 7. rujna 1966.) hrvatski je književnik, sineast, filmski i književni kritičar.
Na Filozofskom fakultetu u Zagrebu diplomirao povijest i komparativnu književnost. Objavio je šest knjiga poezije, tzv. intertekstualnu i intermedijalnu trilogiju: Lov na risove (Meandar/vlastita naklada, Zagreb, 1999.), Jagode i čokolada (Vuković & Runjić, Zagreb, 2002., Nagrada Kvirin na manifestaciji Kvirinovi poetski susreti), Pokopana tajna˙ (Vuković & Runjić, Zagreb, 2010.), te zbirke Ranije (Vuković & Runjić, Zagreb, 2019., finale  Nagrade Tin Ujević i  Nagrade Zvonko Milković), Zarazna zona (Fraktura, Zaprešić, 2021., suautorstvo s  Andrijanom Kos-Lajtman, finale  Nagrade Tin Ujević) i Kao život sam (V.B.Z., Zagreb, 2021.). Izbor iz vlastite poezije objavio je u elektroničkoj knjizi Meko kao snijeg i toplo iznutra - najljepši hitovi i rariteti (od 2006. dostupna). Objavio je također i egzistencijalističko-erotski roman-esej s ključem Lijepi i prokleti (NCL Media, Zagreb 2007.), te knjigu filmskih kritika i eseja Milenijsko kino - film na početku 21. stoljeća (Hrvatsko društvo filmskih kritičara, Zagreb, 2018.). Suradnik je edicije Filmski leksikon LZ Miroslav Krleža i emisije HTV-a Posebni dodaci.[nedostaje izvor]
Autor je i niza eksperimentalnih i eksperimentalno-dokumentarnih filmova, obilježenih s jedne strane tzv. found footage i ready-made praksom, s druge tzv. nultim stupnjem dokumentarizma: Melody ili studija o horizontalnom close upu u nepriređenom fragmentu vremena, 2008., Djevojčice (triptih o stvarnosti), 2008., Samo je zemlja ispod ovog neba, 2009., Ljubav i role, 2010., Crvenokosa, 2010., Idiotska noć 2, 2010., Malena, 2010., Ustrajnost, 2011., Pretty little things (film istina), 2011., Eksploatacija čovjeka po čovjeku, 2011., Poduka za mladicu (na starim zasadama), 2011., Nevinost (bez zaštite?), 2011., Prozori i glasovi, glasovi i prozori – Martek – Pogačar – Dimitrijević – Šalamun - Kozlowski – Vaništa – Sikora, 2011., Triptih o ljubavi, 2011., Onda ugledam Tanyu, 2011., Izgubljena u čekanju, 2011. (Grand Prix Veliki Brcko na  međunarodnom festivalu nijemog filma Pssst! u Zagrebu), Rajka i kapitalizam, 2012., Eko-film trans, 2012., Film Sanje RR i Damira Radića za Damira Očka i Branku Benčić, 2012. (suautorstvo sa  Sanjom Ribičić Radić), Krik - film Sanje RR s Damirom Radićom u pozadini, 2012. (suautorstvo sa  Sanjom Ribičić Radić), Mima i Marta - aktivistički ljubavni film, 2012. (suautorstvo sa  Sanjom Ribičić Radić; Posebna nagrada na Reviji hrvatskog filmskog i video stvaralaštva), Izgubljeni raj, 2014., Palestino, ljubavi moja, 2015., Slatki život, 2015., Pariz pripada nama!, 2016., Zima, 2017., Tihi rubovi, 2019. (suautorstvo s  Andrijanom Kos-Lajtman), Dan antifašizma, 2019. (suautorstvo s  Andrijanom Kos-Lajtman). Također, autor je kratkog igranog filma Ništa se ne može vratiti, 2017. (Posebno priznanje na  međunarodnom festivalu nijemog filma Pssst! u Zagrebu, Treća nagrada na Reviji hrvatskog filmskog stvaralaštva), te dugometražnog igranog filma Posljednji dani ljeta, 2019., žanrovski označenog kao erotski art triler (nominacija za  Nagradu Ivan Martinac na  Split Film Festivalu - Međunarodnom festivalu novog filma), kao i dugometražnog dokumentarno-eksperimentalnog filma Prozori, 2021. 
Za svoj filmsko-kritičarski rad dobio je Nagradu Vladimir Vuković (2004.), a njegova priča Nema sreće bez ljubavi uvrštena je u antologiju hrvatske erotske proze XXX files (Fokus komunikacije, Zagreb, 2002.).